# 中落合 (新宿区)
中落合（なかおちあい）は、東京都新宿区の町名。現行行政地名は中落合一丁目から中落合四丁目。住居表示実施済みの地域。

## 地理
新宿区の北西部に位置する。町域の北部は目白通りを境に豊島区南長崎に接している。また北東部は目白通りを境に豊島区目白にも接している。東部は新宿区下落合に接する。南部は妙正寺川を境に新宿区上落合に接する。南西部一帯は、一丁目と四丁目の間に挟み込まれるような感じで新宿区中井が接している。西部は妙正寺川を境に中野区上高田に接する。北西部は新宿区西落合に接している。町域内を南北に山手通りが縦断している。また、北西部から東部にかけて新目白通りが横断しており、両道路が町域内で交差している。町域内は主に住宅地として利用される。

### 地価
住宅地の地価は、2024年（令和6年）7月1日の地価調査によれば、中落合3-26-18の地点で64万2000円/m2となっている。

## 歴史
- 1965年（昭和40年）8月1日 - 住居表示を実施し、中落合を新設する[7]。

### 町名の変遷
| 実施後       | 実施年月日   | 実施前（各町丁ともその一部）                 |
| ------------ | ------------ | -------------------------------------------- |
| 中落合一丁目 | 1965年8月1日 | 下落合三丁目、下落合四丁目および上落合一丁目 |
| 中落合二丁目 | 1965年8月1日 | 下落合二丁目および下落合三丁目               |
| 中落合三丁目 | 1965年8月1日 | 下落合三丁目、下落合四丁目および西落合一丁目 |
| 中落合四丁目 | 1965年8月1日 | 下落合三丁目、下落合四丁目および西落合二丁目 |

## 世帯数と人口
2025年（令和7年）3月1日現在（新宿区発表）の世帯数と人口は以下の通りである。
| 丁目         | 世帯数     | 人口     |
| ------------ | ---------- | -------- |
| 中落合一丁目 | 2,692世帯  | 3,987人  |
| 中落合二丁目 | 3,045世帯  | 5,124人  |
| 中落合三丁目 | 2,563世帯  | 4,280人  |
| 中落合四丁目 | 1,753世帯  | 3,062人  |
| 計           | 10,053世帯 | 16,453人 |

### 人口の変遷
国勢調査による人口の推移。
| 年                 | 人口   |
| ------------------ | ------ |
| 1995年（平成7年）  | 12,608 |
| 2000年（平成12年） | 13,066 |
| 2005年（平成17年） | 13,896 |
| 2010年（平成22年） | 15,054 |
| 2015年（平成27年） | 15,462 |
| 2020年（令和2年）  | 16,174 |

### 世帯数の変遷
国勢調査による世帯数の推移。
| 年                 | 世帯数 |
| ------------------ | ------ |
| 1995年（平成7年）  | 6,257  |
| 2000年（平成12年） | 6,843  |
| 2005年（平成17年） | 7,387  |
| 2010年（平成22年） | 8,486  |
| 2015年（平成27年） | 8,678  |
| 2020年（令和2年）  | 9,508  |

## 学区
区立小・中学校に通う場合、学区は以下の通りとなる（2018年8月時点）。
| 丁目         | 番地                    | 小学校                 | 中学校                   |
| ------------ | ----------------------- | ---------------------- | ------------------------ |
| 中落合一丁目 | 6番 12～13番 17～21番   | 新宿区立落合第二小学校 | 新宿区立新宿西戸山中学校 |
| 中落合一丁目 | 1～5番 7～11番 14～16番 | 新宿区立落合第一小学校 | 新宿区立落合中学校       |
| 中落合二丁目 | 全域                    | 新宿区立落合第一小学校 | 新宿区立落合中学校       |
| 中落合三丁目 | 全域                    | 新宿区立落合第一小学校 | 新宿区立落合第二中学校   |
| 中落合四丁目 | 1～7番 8番1～14号       | 新宿区立落合第一小学校 | 新宿区立落合第二中学校   |
| 中落合四丁目 | 8番15～32号 9～32番     | 新宿区立落合第三小学校 | 新宿区立落合第二中学校   |

## 交通
町域南部には西武新宿線・都営地下鉄大江戸線の中井駅がある。東部は西武新宿線下落合駅が近い。北西部は都営大江戸線の落合南長崎駅が近く、北部では椎名町駅が利用される。また目白通り沿いなどにバスの便も多く、これを利用する者もいる。

## 事業所
2021年（令和3年）現在の経済センサス調査による事業所数と従業員数は以下の通りである。
| 丁目         | 事業所数  | 従業員数 |
| ------------ | --------- | -------- |
| 中落合一丁目 | 136事業所 | 824人    |
| 中落合二丁目 | 124事業所 | 1,337人  |
| 中落合三丁目 | 98事業所  | 980人    |
| 中落合四丁目 | 61事業所  | 942人    |
| 計           | 419事業所 | 4,083人  |

### 事業者数の変遷
経済センサスによる事業所数の推移。
| 年                 | 事業者数 |
| ------------------ | -------- |
| 2016年（平成28年） | 389      |
| 2021年（令和3年）  | 419      |

### 従業員数の変遷
経済センサスによる従業員数の推移。
| 年                 | 従業員数 |
| ------------------ | -------- |
| 2016年（平成28年） | 3,074    |
| 2021年（令和3年）  | 4,083    |

## 施設
- 新宿区 落合第二特別出張所
- 新宿区 落合第二地域センター
- 目白大学新宿キャンパス・目白大学短期大学部
- 目白研心中学校・高等学校
- 社会福祉法人聖母会 聖母病院
- フジオ・プロダクション本社
- 佐伯祐三アトリエ記念館
  - 目白文化村 - 池袋モンパルナス
- シアター風姿花伝

## ゆかりの人物
出身者
- 徳川義恕（侍従、尾張徳川家出身）
- 泉麻人（評論家）

過去の居住者
- 九条武子（教育者、「大正三美人」）
- 星野直樹（大蔵官僚、「二キ三スケ」）
- 佐伯祐三（洋画家）
- 新田恵利（タレント、元アイドル歌手）
- 石橋湛山[17]（内閣総理大臣、ジャーナリスト）
- 石橋湛一（石橋湛山記念財団理事長、石橋湛山の長男[17]）
- 中川一郎（北海道選出の衆議院議員）[18]
- 中川昭一（北海道選出の衆議院議員、一郎の長男）[18]
- 赤塚不二夫（漫画家）

## その他

### 日本郵便
- 郵便番号 : 161-0032[3]（集配局 : 落合郵便局[19]）。